# Novīn
Novīn (persiska: نُوين, نَوين, نُوَن, نوین) är en ort i Iran.   Den ligger i provinsen Kurdistan, i den nordvästra delen av landet, 500 km väster om huvudstaden Teheran. Novīn ligger 1 281 meter över havet och antalet invånare är 727.
Terrängen runt Novīn är bergig åt nordost, men åt sydväst är den kuperad. Runt Novīn är det ganska tätbefolkat, med 60 invånare per kvadratkilometer. Närmaste större samhälle är Pāveh, 16,3 km söder om Novīn. Trakten runt Novīn består i huvudsak av gräsmarker.